# Abu al-Duhur (nahija)
Nahija Abu al-Duhur (ar. ناحية أبو الظهور‎) je nahija u okrugu Idlib, u sirijskoj pokrajini Idlib. Po popisu iz 2004. (prije rata), nahija je imala 38.869 stanovnika. Administrativno sjedište je u naselju Abu al-Duhur.